# Картали – Рудний – Костанай
Картали – Рудний – Костанай – газопровідна система, споруджена в СРСР для транспортування блакитного палива до Костанайської області Казахстану. 
В першій половині 1960-х спорудили призначену для транспортування узбецького газу потужну газотранспортну систему Бухара – Урал. Вона мала численні відгалуження, одним з яких став газопровід-відвід до міст Рудний та Костанай, що почав роботу в 1965 році (весь проект завершили в 1970-му).  
Трубопровід з проектною пропускною здатністю 3,8 млрд м3 на рік починається на компресорній станції №17 «Картали» з діаметру 820 мм, який в подальшому зменшується до 720 мм та 500 мм. На 129-му кілометрі знаходиться відвід до Лисаковська, де розташований Лисаковський гірничо-збагачувальний комбінат, а на 174-му кілометрі траса досягає Рудного, в якому працює Соколовсько-Сарбайське гірничо-збагачувальне виробниче об’єднання (ССГВО). Далі траса завертає на північ до Качарського гірничо-збагачувального комбінату (наразі став частиною ССГВО), при цьому на 13-му кілометрі цього відтинку знаходиться відвід до Костанаю.
Серед великих споживачів доправленого по трубопроводу газу можливо також назвати Костанайську ТЕЦ.
Наразі ресурс для трубопроводу постачається в межах угоди по переробці на російському Оренбурзькому ГПЗ блакитного палива з казахського Карачаганакського родовища.